# Micrura rockalliensis
Micrura rockalliensis är en djurart som tillhör fylumet slemmaskar, och som beskrevs av Dollfus 1924. Micrura rockalliensis ingår i släktet Micrura och familjen Lineidae. Inga underarter finns listade i Catalogue of Life.